# The Best of Earth, Wind & Fire, Vol. 1
| 전문가 평가                   | 전문가 평가 |
| 평가 점수                     | 평가 점수   |
| 출처                          | 점수        |
| ----------------------------- | ----------- |
| AllMusic                      | [ 1 ]       |
| Los Angeles Times             | [ 2 ]       |
| The Rolling Stone Album Guide | [ 3 ]       |
| The Village Voice             | A−          |

《The Best of Earth, Wind & Fire, Vol. 1》은 1978년 11월 23일, 컬럼비아 레코드가 발매한 미국의 밴드 어스, 윈드 & 파이어의 첫 번째 대히트 음반이다. 이 음반은 빌보드 톱 솔 음반과 빌보드 200 차트에서 각각 3위와 6위까지 올랐다. 이 음반은 미국 음반 산업 협회에 의해 미국에서 5배 플래티넘 인증을 받았으며, 영국과 캐나다에서는 플래티넘 인증을 각각 영국 축음기 협회와 뮤직 캐나다에서는 각각 플래티넘 인증을 받았다.

## 배경
이 음반은 세 곡의 신곡과 두 곡의 싱글을 프로듀싱했다. 음반의 첫 번째 싱글 〈Got to Get You into My Life〉는 음반보다 몇 달 앞서 1978년 장편 영화의 사운드트랙인 《Sgt. Pepper's Lonely Hearts Club Band》에 처음 포함되었다. 이 싱글은 빌보드 핫 솔 송과 핫 100 차트에서 각각 1위와 9위에 올랐다. 〈Got to Get You into My Life〉는 그래미 어워드가 듀오, 그룹 또는 코러스의 최고 팝 보컬 퍼포먼스 부문에 후보로 올랐다. 이 곡은 그래미 어워드 최우수 악기 편곡 보컬상을 수상했다.
두 번째 싱글인 〈September〉는 빌보드 핫 솔 송과 핫 100에서 각각 1위와 8위에 올랐다. 〈September〉는 또한 영국 싱글 차트에서 3위에 올랐다.

## 곡 목록
| #  | 제목                            | 작사·작곡                                  | 재생 시간 |
| -- | ------------------------------- | ------------------------------------------ | --------- |
| 1. | 〈Got to Get You into My Life〉 | 존 레논, 폴 매카트니                       | 4:03      |
| 2. | 〈Fantasy〉                     | 에디 델 바리오, 모리스 화이트, 버딘 화이트 | 3:46      |
| 3. | 〈Can't Hide Love〉             | 스킵 스카버러                              | 4:10      |
| 4. | 〈Love Music〉                  | 스카버러                                   | 3:55      |
| 5. | 〈Getaway〉                     | 피터 코어, 버나드 "벨로이드" 테일러        | 3:46      |

| #   | 제목                            | 작사·작곡                           | 재생 시간 |
| --- | ------------------------------- | ----------------------------------- | --------- |
| 6.  | 〈That's the Way of the World〉 | 찰스 스테프니, M. 화이트, V. 화이트 | 5:46      |
| 7.  | 〈September〉                   | 알 맥케이, 알리 윌리스, M. 화이트   | 3:36      |
| 8.  | 〈Shining Star〉                | 필립 베일리, 래리 던, M. 화이트     | 2:50      |
| 9.  | 〈Reasons〉                     | 베일리, 스테프니, M. 화이트         | 4:59      |
| 10. | 〈Sing a Song〉                 | 맥케이, M. 화이트                   | 3:23      |

## 인증
| 국가                       | 인증        | 판매량/출하량 |
| -------------------------- | ----------- | ------------- |
| 캐나다 (뮤직 캐나다)       | 플래티넘    | 100,000^      |
| 일본                       | —           | 161,810       |
| 네덜란드 (NVPI)            | 골드        | 50,000^       |
| 영국 (BPI)                 | 플래티넘    | 300,000^      |
| 미국 (RIAA)                | 5× 플래티넘 | 5,000,000^    |
| ^출하량을 기반으로 한 인증 |             |               |